# Ferrovia Neudietendorf-Ritschenhausen
La ferrovia Neudietendorf-Ritschenhausen è una linea ferroviaria tedesca.

## Percorso
| Straight track |

| Station on track |

| Unknown route-map component "ABZgr+xr" |

| Unknown route-map component "SKRZ-Au" |

| Stop on track |

| Stop on track |

| Station on track |

| Unknown route-map component "ABZgl" |

| Small bridge over water |

| Stop on track |

| Station on track |

| Unknown route-map component "ABZgl" |

| Small bridge over water |

| Station on track |

| Unknown route-map component "ABZgr" |

| Stop on track |

| Unknown route-map component "SKRZ-Au" |

| Small bridge over water |

| Station on track |

| Enter and exit tunnel |

| Station on track |

| Station on track |

| Unknown route-map component "ABZgr" |

| Unknown route-map component "SKRZ-Au" |

| Station on track |

| Unknown route-map component "ABZgl" |

| Unknown route-map component "SKRZ-Au" |

| Stop on track |

| Station on track |

| Small bridge over water |

| Stop on track |

| Small bridge over water |

| Unknown route-map component "SKRZ-Au" |

| Small bridge over water |

| Unknown route-map component "ABZg+l" |

| Station on track |

| Unknown route-map component "ABZgr" |

| Small bridge over water |

| Unknown route-map component "ABZg+r" |

| Station on track |

| Straight track |

### Esplicative
1. ↑  Abbreviazione di Hauptbahnhof, "stazione centrale".

### Bibliografiche
1. ↑  (DE) Eisenbahnatlas Deutschland. Ausgabe 2009/2010, Schweers + Wall, 2009, ISBN 978-3-89494-139-0.

### Ulteriori approfondimenti
- (DE) Detlef Hommel, 100 Jahre Strecke Neudietendorf – Ritschenhausen, in Der Modelleisenbahner, n. 9, 1984,  pp. 12-14, ISSN 0026-7422 (WC · ACNP).
- (DE) Georg Thielmann e Markus Schmidt, Von Erfurt nach Schweinfurt, Friburgo in Brisgovia, EK-Verlag, 1999, ISBN 3-88255-441-X.